# El privilegio de amar (canción)
El privilegio de amar es una canción interpretada por el cantautor mexicano Manuel Mijares, que fue lanzada oficialmente por la discográfica Universal como el sencillo principal de su undécimo álbum titulado del mismo nombre. El tema fue compuesto por Jorge Avendaño Lührs y publicada bajo el sello discográfico Universal Music a principios del mes de agosto del año 1998.

## Antecedentes
La canción se convirtió en un éxito del álbum en algunos países de Latinoamérica y México de igual forma. La cual también sirvió como el tema de entrada de la telenovela mexicana homónima producida por Televisa. Además la canción también resultó un éxito a finales del año 1998 y principios de 1999 en España y Estados Unidos, convirtiéndola en uno de los mayores triunfos comerciales del cantautor.
También ha estado en varios discos de grandes éxitos y versiones de sus canciones más recopilatorios y otros álbumes en vivo del propio cantante.

## Lista de canciones

### CD - Promo
| El privilegio de amar (feat. Lucero)— Single |                                        |          |  |
| N.º                                          | Título                                 | Duración |  |
| 1.                                           | «El privilegio de amar (feat. Lucero)» | 4:30     |  |

## Posiciones en las listas
| Listas                                    | Posición |
| ----------------------------------------- | -------- |
| Estados Unidos Billboard Hot Latin Tracks | 4        |
| México (Top 100)                          | 22       |